# Eine von uns
Eine von uns ist ein deutscher Spielfilm aus dem Jahre 1932, gestaltet nach der Romanvorlage Gilgi, eine von uns von Irmgard Keun. Unter der Regie von Johannes Meyer spielte Brigitte Helm die Hauptrolle der praktisch veranlagten und bodenständigen Gilgi und wurde damit gänzlich gegen ihren sonst gängigen Typus des mondänen Vamps oder der Femme Fatale besetzt.

## Handlung
Köln, in der ausgehenden Weimarer Republik. Hier lebt Gisela Kron, von allen nur kurz „Gilgi“ genannt. Sie steht für die pragmatische, moderne, junge Frau von heute, also den frühen 1930er Jahren. Ihre Eltern besitzen gegenüber dem Dom ein kleines Andenkengeschäft. Sie selbst hat einen wenig aufregenden Bürojob, aber das scheint Gilgi nicht weiter zu stören. Sie gilt als klug und strebsam und weiß genau, was sie im Leben erlangen will. Sie ist stark vernunftorientiert, will beruflich vorwärts kommen und ist dementsprechend strebsam in dem, was sie anpackt. Romantische Flausen im Kopf, wie man sie oftmals bei gleichaltrigen Damen antreffen kann, sind ihr vollkommen fremd. Auch neigt sie nicht gerade zu großen Gefühlsausbrüchen.
Als Gilgi an ihrem 21. Geburtstag eine größere Geldsumme erhält, hat dies keine Auswirkung auf ihr bisheriges Verhalten und tangiert auch nicht ihre Zielstrebigkeit. Vor etwa 20 Jahren hatte eine ihr unbekannte Frau das Geld für Gilgi angelegt. Denn Gilgi ist mitnichten die Tochter der schon recht betagten Kleinbürger Kron, sondern das Produkt eines Fehltritts der vermögend gewordenen Spenderin, die damals das Neugeborene zur Adoption freigab, woraufhin Gilgi bei den bislang kinderlosen Krons landete.
Erstmals gerät Gilgis wohlgeordnete kleine Welt ins Wanken, zumal sie auch erkennen muss, dass manche ihrer Wünsche mit eigener Kraft und Strebsamkeit nicht erreichbar sind und nicht jeder bereit ist, ihr bei ihrem Lebenstraum zu helfen. Als Gilgi den sympathischen, aber etwas leichtlebigen Reiseschriftsteller Martin kennen lernt, verliebt sie sich in diesen Charmeur, der so ganz anders ist als sie. Sie zieht von daheim aus und gibt ihren Beruf auf. Dann wird sie auch noch schwanger. Während sich der bindungsscheue Martin als reichlich unzuverlässig und von dieser Situation überfordert erweist, muss Gilgi nun für sich und das ungeplante Kind eine Entscheidung treffen, in der Martin nicht mehr vorkommt. Diese ihr typische Eigenständigkeit kommt ihrem Wesen auch sehr viel näher, und Gilgi trennt sich von dem entscheidungsschwachen Vater ihres ungeborenen Kindes. Dank Gilgis Freundin Olga, die Martin klarmacht, wie sehr Gilgi ihn wirklich liebt, besinnt er sich und beginnt nun auch für die Frau seiner Wünsche zu kämpfen. Gilgi und Martin haben jetzt gute Chancen, eine Beziehung und Partnerschaft auf Dauer zu schaffen.

## Produktionsnotizen
Die Dreharbeiten zu Eine von uns begannen am 9. August 1932 und endeten im darauffolgenden Monat. Die Uraufführung erfolgte am 4. Oktober 1932 im Kölner Capitol-Theater, die Berliner Premiere war am 20. Oktober 1932 im dortigen Capitol.
Produzent Felix Pfitzner übernahm auch die Produktionsleitung, Hans Jacoby und Hans Minzloff entwarfen die Filmbauten. Emil Specht sorgte für den Ton. Fritz Rotter schrieb die Liedtexte, Komponist Franz Grothe übernahm auch die musikalische Leitung.
Von diesem Film wurde zeitgleich auch eine französischsprachige Fassung unter dem Titel Gilgi, jeune fille moderne angefertigt.

## Musik
Folgende Musiktitel wurden gespielt:
- Der erste Schritt vom rechten Weg
- Nur auf die Minute kommt es immer an
- Symphonischer Prolog

Diese Lieder erschienen im Musikverlag Edition Franz Grothe GmbH, Berlin.

## Kritik
Die Österreichische Film-Zeitung schrieb: „Brigitte Helm hatte die Aufgabe, Gilgis Persönlichkeit zu gestalten; die Künstlerin zeigt sich hier von einer neuen Seite und beweist damit ihr vielseitiges Talent.“